# L'amour est bleu
L'amour est bleu (L'amore è blu, in Italiano) è un brano musicale composto da André Popp e con testo scritto da Pierre Cour.
La canzone è stata interpretata dalla cantante greca Vicky all'Eurovision Song Contest 1967, dove ha rappresentato il Lussemburgo classificandosi al quarto posto. Vicky ha anche interpretato il brano in versione inglese con il titolo Love is Blue, testo di Ryan Blackburn (RCA Victor – 57-3449), tedesca con il titolo Blau Wie Das Meer, testo di Klaus Munro (Philips – 346 048 PF) e italiana con il titolo L'amore è blu, testo di Luciano Beretta (Derby – DB 5175).
Nel 1967 il brano è stato pubblicato come singolo in versione strumentale con il titolo Love is Blue (L'Amour Est Bleu) dal musicista francese Paul Mauriat. Questa versione rappresenta il primo singolo di un artista francese a raggiungere la prima posizione nella classifica Billboard Hot 100.

## Tracce
- 7"

1. Love Is Blue (L'Amour Est Bleu)
2. Alone in the World (Seuls Au Monde)

## Classifiche
| Classifica (1968) | Posizione raggiunta |
| ----------------- | ------------------- |
| Stati Uniti       | 1                   |

## Cover
- 1967 - Orietta Berti nell'album omonimo (Polydor – SLPHM/D 184087)
- 1967 - Santo & Johnny nell'album omonimo pubblicato in Italia e Messico (Canadian-American Records – CAN LP 78)
- 1967 - Los Belking's con il titolo El amor es triste pubblicato in Perù (Virrey – V 3000 F); album del 1994 Lo mejor de Los Belking's (Iempsa – CD-VIR-00001437)
- 1967 - Al Martino singolo pubblicato in Sud Africa, Stati Uniti d'America, Australia e Germania (Capitol Records – JCL 346); album Love is Blue (Capitol Records – ST 2908), pubblicato in Canada, Stati Uniti d'America, Regno Unito e Germania
- 1968 - Living Marimbas nell'album album Love is Blue (RCA Camden – CAS-2253), pubblicato in Canada, Stati Uniti d'America, Grecia e Germania
- 1968 - The Renegades singolo (Columbia Records – SCMQ 7090); album Lettere d'amore (Emidisc – 3C 034-51502)
- 1968 - Lawrence Welk Orchestra (Ranwood – R-003); album Love is Blue (Ranwood – RLP-8003)
- 1968 - Alberto Vázquez EP pubblicato in Messico (Discos Musart – EX 46093); album El amor es triste (Discos Musart – D 1375)
- 1968 - Las 4 Monedas nel singolo pubblicato negli Stati Uniti d'America (Falcon Records – 1757)
- 1968 - Les Baxter nell'album El amor es triste (Love is Blue) pubblicato in Messico (Tizoc – TGCM 8019)
- 1968 - Johnny Mathis EP pubblicato in Messico (CBS – EPC 807); album Love is Blue (Columbia Records – CS 9637)
- 1968 - Jeff Beck singolo pubblicato in Italia, Regno Unito, Danimarca, Paesi Bassi e Germania (Columbia Records – SCMQ 7089)
- 1968 - Sammy nel singolo (RCA Italiana – PM 3452)
- 1968 - Claudine Longet singolo pubblicato in Francia, Nuova Zelanda Germania, Libano, Stati Uniti d'America (A&M Records – SAM 513); album Love is Blue pubblicato in Canada, Taiwan, Stati Uniti d'America (A&M Records – SP 4142)
- 1969 - The Dells singolo pubblicato negli Stati Uniti d'America, Nuova Zelanda, Italia, Germania e Regno Unito (Cadet – DE. 2709); album Love is Blue (Cadet – D. 30-188), pubblicato negli Stati Uniti d'America, Taiwan, Italia, Germania e Regno Unito
- 1969 - Maurizio singolo (Joker Hi-Fi Records – M 7037); album del 1970 Maurizio (Joker - SM 3050)